# Zanzibar South and Central (vùng)
Zanzibar South and Central là một vùng của Tanzania. Thủ phủ của vùng Zanzibar South and Central đóng tại Koani. Vùng Zanzibar South and Central có diện tích 854 ki lô mét vuông. Đến thời điểm điều tra dân số ngày 25 tháng 8 năm 2002, vùng Zanzibar South and Central có dân số 94504 người.